# Місія порятунку 2: Місце удару
Місія порятунку 2: Місце удару (англ. The Hunt for Eagle One: Crash Point) — американський бойовик 2006 року.

## Сюжет
Терористи вкрали кодовий наземний датчик управління рухом, новий прилад проти угону літаків, який дає можливість авіаційно-диспетчерській службі блокувати панель управління пілота і керувати літаком дистанційно. Коли військові дізнаються про намір терористів використовувати прилад, щоб направити реактивний літак на секретну повітряну базу американської військової розвідки в південно-східній Азії, ударний загін знову відправляють на територію повстанців, щоб знайти і повернути вкрадений пристрій перш, ніж терористи виконають свою погрозу.

## У ролях
- Марк Дакаскос — капітан Метт Деніелс
- Тереза Рендл — капітан Емі Дженнінгс
- Джефф Фейгі — полковник Галлоран
- Джо Сьюба — Купер
- Зек Макгоуен — Джексон
- Стів Крайін — Сіммонс
- Джо Марі Авеллана — генерал Сантьяго
- Дік Ізраель — Рашид
- Бой Роке — Фархат
- Джордж Канлас — сержант Бангайан
- Рені Рогофф — Філд репортер
- Роберт Ескутін — Хассін
- Діндо Арройо — Ісмаїл
- Ноель Тринідад — Роберт Гомес
- Джеррі Корпаз — вартівник
- Трой Де Гузман — рядовий Марвелло Абая
- Рейвен Буладо — рядовий Антоніо Абад
- Джоел Гірей — вартівник
- Бо Боллінджер — контролер
- Гері Каспер